# Okres I-lan
Okres I-lan (čínsky 宜蘭縣, tongyong pinyin Yílán siàn, tchajwansky Gî-lân-koān) je okres na Tchaj-wanu. Jeho sousedy jsou okres Chua-lien, okres Sin-ču a centrálně spravovaná města Tchaj-čung, Tchao-jüan a Nová Tchaj-pej.
Převážná část měst a obcí se soustředí v Ilanské nížině, která je ohraničena Tichým oceánem, pohořím Süe-šan a Centrálním pohořím, které zaobírá jižní polovinu okresu. Oboje pohoří dělí údolí, kterým protéká řeka Lan-jang, a která ústí v Ilanské nížině do Tichého oceánu.
K okresu patří vulkanický ostrov Kuej-šan, který je přírodní rezervací a turistickou atrakcí.

## Dějiny
Před příchodem Chanů na zlomu 18. a 19. století byla oblast Ilanské nížiny a přilehlých hor obývána původními obyvateli Tchaj-wanu, zejména z etnik Kavalan a Atayal, které dnes stále tvoří část obyvatelstva okresu.

## Významná města
- I-lan (hlavní město okresu)
- Luo-tung
- Su-ao
- Tchou-čcheng